# Premis Nacionals de Cultura 2014
Els Premis Nacionals de Cultura 2014 van ser atorgats pel Consell Nacional de la Cultura i de les Arts d'acord amb el que estableixen la Llei 6/2008, de 13 de maig, del CoNCA i el Decret 148/2013, de 2 d'abril, dels Premis Nacionals de Cultura de la Generalitat de Catalunya.
El 2014 el CoNCA va voler distingir la innovació, la continuïtat i l'excel·lència. El Premis Nacionals de Cultura 2014 vindiquen la creativitat com a veritable símbol d'un país amb un dinamisme cultural que és part constitutiva de la seva personalitat històrica. Cultura i societat civil són, per a Catalunya, un eix de passat, present i futur.
El Plenari del CoNCA, constituït en Jurat dels Premis Nacionals de Cultura 2014, ha decidit atorgar deu premis, el màxim que permet el marc legal, a les persones i entitats que figuren a continuació, cadascun d'ells amb una dotació de 15.000 euros. L'acte de concessió va tenir lloc el 2 de juny de 2014 i fou presidit pel Molt Hble. Sr. Artur Mas, president de la Generalitat de Catalunya.

## Guardonats
- Amical Wikimedia[2]
- Mireia Barrera
- La Principal de la Bisbal[3]
- Joan Massagué i Solé[4]
- Vicenç Pagès Jordà[4]
- Pepa Plana
- Festival Sónar
- The Dalí Museum St. Petersburg
- Jaume Vallcorba
- Roberto Oliván